# Kortnäbbad duva
Kortnäbbad duva (Patagioenas nigrirostris) är en fågel i familjen duvor inom ordningen duvfåglar. Den förekommer i regnskog från Mexiko till Colombia. Arten minskar i antal, men beståndet anses vara livskraftigt.

## Utseende och läte
Kortnäbbad duva är mörkt brunaktig ovan, med skäraktigt huvud, bröst och på undersidan. Näbben är kort och svart. Sången består av ett vittljudande "hoo'koo-koo-koo".

## Utbredning och systematik
Fågeln förekommer i regnskog i låglänta områden från sydöstra Mexiko till nordvästra Colombia (Chocó). Den behandlas som monotypisk, det vill säga att den inte delas in i några underarter.

### Släktestillhörighet
Tidigare inkluderades arterna Patagioenas i Columba, men genetiska studier visar att de amerikanska arterna utgör en egen klad, där Gamla världens arter står närmare släktet Streptopelia.

## Status och hot
Arten har ett stort utbredningsområde, men tros minska i antal, dock inte tillräckligt kraftigt för att den ska betraktas som hotad. Internationella naturvårdsunionen IUCN listar arten som livskraftig (LC). Beståndet uppskattas till i storleksordningen 50 000 till en halv miljon vuxna individer.